# Epeioszok
Az epeioszok ókori görög törzs, amely már Homérosz korában is lakta „az isteni Éliszt” (Odüsszeia 15. 298). Ennek legrégebbi lakóinak a szintén Homérosz által említett kaukónokat tartották, akikhez azután többek között Pelopsz uralma megdőlésével északról, Thesszália felől az epeioszok költöztek be. A Piszatisz nevű tartomány felett szilárdították meg hatalmukat, amelyet Thripülia fölé is kiterjesztettek  egész addig, amíg ott Kr. e. 364-ben az árkádiaiak meg nem vetették lábukat. Ephorosz nézete szerint (amely Sztrabónnál maradt fenn) hat emberöltővel a trójai háború után Aitólosz vezetése alatt hatoltak Éliszbe. A lelexek egyik törzséhez sorolják őket.